# هيركيولز بيرنت
هيركيولز بيرنت (بالإنجليزية: Hercules Burnett)‏ هو لاعب كرة قاعدة أمريكي، ولد في 13 أغسطس 1865 في لويفيل في الولايات المتحدة، وتوفي في 4 أكتوبر 1936.

## وصلات خارجية
- هيركيولز بيرنت على موقعبيزبول رفرنس.كوم (الدوري الرئيسي) (الإنجليزية)
- هيركيولز بيرنت على موقعبيزبول رفرنس.كوم (الدوري الثانوي) (الإنجليزية)